# 普卡普西金山
12°23′34″S 75°35′49″W / 12.39278°S 75.59694°W
普卡普西金山（Pukap Siqin），是秘魯的山峰，位於該國中南部利馬大區，由堯約斯省的拉勞斯區負責管轄，屬於秘魯中部山脈的一部分，海拔高度4,600米。